# Skarbiszowice (gromada)
Skarbiszowice – dawna gromada, czyli najmniejsza jednostka podziału terytorialnego Polskiej Rzeczypospolitej Ludowej w latach 1954–1972.
Gromady, z gromadzkimi radami narodowymi (GRN) jako organami władzy najniższego stopnia na wsi, funkcjonowały od reformy reorganizującej administrację wiejską przeprowadzonej jesienią 1954 do momentu ich zniesienia z dniem 1 stycznia 1973, tym samym wypierając organizację gminną w latach 1954–1972.
Gromadę Skarbiszowice z siedzibą GRN w Skarbiszowicach utworzono – jako jedną z 8759 gromad na obszarze Polski – w powiecie niemodlińskim w woj. opolskim, na mocy uchwały nr VII/24/54 WRN w Opolu z dnia 4 października 1954. W skład jednostki weszły obszary dotychczasowych gromad Skarbiszowice, Grodziec, Sady i Szydłów ze zniesionej gminy Tułowice w tymże powiecie. Dla gromady ustalono 19 członków gromadzkiej rady narodowej.
Gromadę zniesiono 31 grudnia 1959, a jej obszar włączono do gromady Tułowice (wsie Skarbiszowice i Szydłów) i do znoszonej gromady Rzędziwojowice (wsie Grodziec i Sady) w tymże powiecie.